# Юркино (Каменниковское сельское поселение)
В Рыбинском районе есть ещё две деревни с таким названием одна в Волжском, другая в Покровском сельском поселениях
Юркино – деревня в Каменниковского сельского поселения Рыбинского района Ярославской области . 
Деревня расположена в центре Каменниковского полуострова, непосредственно на восточной окраине центра сельского поселения посёлка Каменники. Через деревню Юркино идёт дорога от Каменников к Вараксино.  В окрестностях деревни расположены садовые товарищества .
На 1 января 2007 года в деревне Юркино числилось 13 постоянных жителей. . Почтовое отделение, расположенное в посёлке Каменники, обслуживает в деревне Юркино 26 домов .